# Red Bull-BORA-hansgrohe/2025
Deze pagina geeft een overzicht van de UCI World Tour wielerploeg Red Bull-BORA-hansgrohe in 2025.

## Algemeen
Algemeen manager: Ralph Denk
Teammanager: Rolf Aldag (tot 31 juli), Pello Olaberria, Sven Vanthourenhout (vanaf 1 augustus) 
Ploegleiders: Shane Archbold, Paolo Artuso, Cesare Benedetti, Bernhard Eisel, Enrico Gasparotto, Gregor Gazvoda, Roger Hammond, Heinrich Haussler, Enrico Poitschke, Christian Pömer, Sylwester Szmyd, Francisco Vila, John Wakefield, Hendrik Werner
Fietsmerk: Specialized
Kleding: Sportful

## Renners
| Naam                   | Geboortedatum | Nationaliteit | Ploeg 2024                    |
| ---------------------- | ------------- | ------------- | ----------------------------- |
| Roger Adrià            | 18-04-1998    | Spanje        |                               |
| Giovanni Aleotti       | 25-05-1999    | Italië        |                               |
| Nico Denz              | 15-02-1994    | Duitsland     |                               |
| Finn Fisher-Black      | 21-12-2001    | Nieuw-Zeeland | UAE Team Emirates             |
| Alexander Hajek        | 19-07-2003    | Oostenrijk    |                               |
| Emil Herzog            | 0610-2004     | Duitsland     |                               |
| Jai Hindley            | 05-05-1996    | Australië     |                               |
| Jonas Koch             | 25-06-1993    | Duitsland     |                               |
| Oier Lazkano           | 07-11-1999    | Spanje        | Movistar Team                 |
| Florian Lipowitz       | 21-09-2000    | Duitsland     |                               |
| Filip Maciejuk         | 03-09-1999    | Polen         |                               |
| Daniel Felipe Martínez | 25-04-1996    | Colombia      |                               |
| Jordi Meeus            | 01-07-1998    | België        |                               |
| Gianni Moscon          | 20-04-1994    | Italië        | Soudal Quick-Step             |
| Ryan Mullen            | 07-08-1994    | Ierland       |                               |
| Anton Palzer           | 11-03-1993    | Duitsland     |                               |
| Giulio Pellizzari      | 21-11-2003    | Italië        | VF Group-Bardiani CSF-Faizanè |
| Laurence Pithie        | 17-07-2002    | Nieuw-Zeeland | Groupama-FDJ                  |
| Primož Roglič          | 29-10-1989    | Slovenië      |                               |
| Matteo Sobrero         | 14-05-1997    | Italië        |                               |
| Jan Tratnik            | 23-02-1990    | Slovenië      | Team Visma-Lease a Bike       |
| Mick van Dijke         | 15-03-2000    | Nederland     | Team Visma-Lease a Bike       |
| Tim van Dijke          | 15-03-2000    | Nederland     | Team Visma-Lease a Bike       |
| Maxim Van Gils         | 25-11-1999    | België        | Lotto Dstny                   |
| Danny van Poppel       | 26-07-1993    | Nederland     |                               |
| Aleksandr Vlasov       | 23-04-1996    | Rusland       |                               |
| Frederik Wandahl       | 09-05-2001    | Denemarken    |                               |
| Sam Welsford           | 19-01-1996    | Australië     |                               |
| Ben Zwiehoff           | 22-02-1994    | Duitsland     |                               |

### Vertrokken
| Naam                  | Geboortedatum | Nationaliteit | Ploeg 2025                                  |
| --------------------- | ------------- | ------------- | ------------------------------------------- |
| Cesare Benedetti      | 03-08-1987    | Polen         | Gestopt                                     |
| Emanuel Buchmann      | 18-11-1992    | Duitsland     | Cofidis                                     |
| Patrick Gamper        | 18-02-1997    | Oostenrijk    | Team Jayco AlUla                            |
| Marco Haller          | 01-04-1991    | Oostenrijk    | Tudor Pro Cycling Team                      |
| Sergio Higuita        | 01-08-1997    | Colombia      | XDS Astana Team                             |
| Bob Jungels           | 22-09-1992    | Luxemburg     | INEOS Grenadiers                            |
| Lennard Kämna         | 09-09-1996    | Duitsland     | Lidl-Trek                                   |
| Luis-Joe Lührs        | 20-01-2003    | Duitsland     | Decathlon AG2R La Mondiale Development Team |
| Maximilian Schachmann | 09-01-1994    | Duitsland     | Soudal Quick-Step                           |

## Overwinningen
| Nationale kampioenschappen wielrennen Ierland - tijdrit: Ryan Mullen Nieuw-Zeeland - tijdrit: Finn Fisher-Black Polen - tijdrit: Filip Maciejuk Nederland - wegrit: Danny van Poppel Tour Down Under 1e etappe: Sam Welsford 2e etappe: Sam Welsford 6e etappe: Sam Welsford Puntenklassement: Sam Welsford Ruta del Sol 1e etappe: Maxim Van Gils Puntenklassement: Maxim Van Gils Ronde van de Algarve 3e etappe: Jordi Meeus Puntenklassement: Jordi Meeus Parijs-Nice Jongerenklassement: Florian Lipowitz Ronde van Catalonië 4e etappe: Primož Roglič 7e etappe: Primož Roglič Eindklassement: Primož Roglič Puntenklassement: Primož Roglič Bergklassement: Primož Roglič | Ronde van Romandië Bergklassement: Ben Zwiehoff Ronde van Hongarije 1e etappe: Danny van Poppel 2e etappe: Danny van Poppel Puntenklassement: Danny van Poppel Ronde van Italië 18e etappe: Nico Denz Ronde van Noorwegen 3e etappe: Maxim Van Gils Critérium du Dauphiné Jongerenklassement: Florian Lipowitz Ronde van Zwitserland 6e etappe: Jordi Meeus Bergklassement: Aleksandr Vlasov Copenhagen Sprint Jordi Meeus Ronde van Frankrijk Jongerenklassement: Florian Lipowitz Ronde van Wallonië 3e etappe: Davide Donati Ronde van Burgos 1e etappe: Roger Adrià Ploegenklassement: *1) |  |

*1) Ploeg Ronde van Burgos:  Adrià, Aleotti, Denz, Herzog, Hindley, Pellizzari, Zwiehoff
2010 · 2011 · 2012 · 2013 · 2014 · 2015 · 2016 · 2017 · 2018 · 2019 · 2020 · 2021 · 2022 · 2023 · 2024 · 2025
Alpecin-Deceuninck · Arkéa-B&B Hotels · Bahrain Victorious · Cofidis · Decathlon AG2R La Mondiale Team · EF Education-EasyPost · Groupama-FDJ · INEOS Grenadiers · Intermarché-Wanty · Lidl-Trek · Movistar Team · Red Bull-BORA-hansgrohe · Soudal Quick-Step · Jayco AlUla · Team Picnic PostNL · UAE Team Emirates-XRG · Visma-Lease a Bike · XDS Astana Team